# 피원에이치: 새로운 세계의 시작
《"새로운 세계의 시작"》은 윤홍승 감독의 제작하에 발표된, 대한민국의 영화 작품으로, 2020년 10월 8일에 개봉되었다.

## 캐스팅

### 메인 캐릭터(the Main characters)
돼지띠 14세 동갑내기
- 기호 : 남기호 역
- 지웅 : 강지웅 역
- 인탁 : 설인탁 역
- 테오 : 정희수 역
  - 허준우 : 어린 정희수[2] 역
- 소울 : 소보웅[3] 역
- 종섭 : 오종섭 역

### 채윤 친가(서초)
- 이채윤 : 채윤 역 - 돼지띠 14세
- 조재윤 : 채경돈[4] 역 - 호랑이띠 47세 (특별출연)

### 남기호 친가(강남)
- 정진영 : 남영한[5] 역 - 용띠 57세 (특별출연)

### 오종섭 친가(송파)
- 김서하 : 오대엽[6] 역 - 돼지띠 38세

### 설인탁 친가 및 사돈(마포)
- 김설현 : 설소은[7] 역 - 개띠 27세 (특별출연)
- 전도훈 : 조도훈[8] 역 - 돼지띠 14세[9]

### 정희수 친가 및 친사촌(용산)
- 김새봄 : 정내리[10] 역 - 소띠 24세
  - 김아윤 : 어린 정내리[11] 역
- 정용화 : 정주한[12] 역 - 개띠 27세 (특별출연)

### 강지웅 친가 및 외가 친척(동대문)
- 정해인 : 강인한[13] 역 - 양띠 30세 (특별출연)
- 유재석 : 고재한[14] 역 - 쥐띠 49세 (특별출연)

### 온갖 잡다한 풍경 관련 인물
- 이재우 : 어진춘[15] 역
- 노진영 : 석진오 역 - 괴한 1
- 황동희 : 노광판 역 - 괴한 2
- 이예영 : 학원 강사 송이다 역 - 여름 방학 시, 서울 논현동 소재 학원 수학 선생님
- 최승아 : 학원 강사 사정원 역 - 여름 방학 시, 서울 논현동 소재 학원 실험녀
- 김량미 : 고양미 역 - 여름 방학 시, 서울 논현동 소재 학원 학원생 1
- 박서현 : 성남숙 역 - 여름 방학 시, 서울 논현동 소재 학원 학원생 2
- 정하영 : 천정민 역 - 여름 방학 시, 서울 논현동 소재 학원 학원생 3
- 이채연 : 황채숙 역 - 여름 방학 시, 서울 논현동 소재 학원 학원생 4
- 전유민 : 전은서 역 - 여름 방학 시, 서울 논현동 소재 학원 학원생 5
- 허염자 : 허월만[16] 역 - 여름 방학 시, 서울 논현동 소재 학원 학원생 6
- 유민 : 남궁혜령 역 - 여름 방학 시, 서울 논현동 소재 학원 학원생 7
- 김다은 : 손세은 역 - 여름 방학 시, 서울 논현동 소재 학원 학원생 8
- 서연제 : 현익주(단무지남) 역
- 김진웅 : 여영섭(사이비 미친남) 역
- 박채린 : 서채린(바이러스 감염녀) 역
- 임현수 : 국현수(감염녀 애인) 역
- 김철민 : 경찰 구의진(경찰관) 역
- 최여진 : 댄스 사부 최나라[17] 강사 역 (특별출연)

## 같이 보기
- 2020년 대한민국의 영화 목록